# Tomáš Oral
Tomáš Oral (ur. 24 grudnia 1977 w Ołomuńcu) – czeski szachista, arcymistrz od 1999 roku.

## Kariera szachowa
W latach 1991–1995 wielokrotnie startował w mistrzostwach świata i Europy juniorów, najlepsze wyniki osiągając w Rymawskiej Sobocie (1992, ME do 16 lat, dz. IV m.) oraz w  Halle (1995, MŚ do lat 20, dz. V m.). Od połowy lat 90. XX wieku zaczął odnosić sukcesy w turniejach międzynarodowych, m.in. w:
- Litomyślu (1995, dz. I m. z Siergiejem Koutsinem)
- Šaľi (1995, dz. I m. z Siergiejem Mowsesianem)
- Hengelo (1996, I m.)
- Prievidzy (1997, I m.)
- Komárnie (1997, dz. I m. z Siergiejem Kriwoszejem)
- Budapeszcie (1998, turniej First Saturday FS06 GM, III m. za Dmitrijem Bunzmannem i Jirim Stockiem)
- Ołomuńcu (1998, dz. I m. z Igorem Stohlem)
- Pardubicach (2000, dz. II m. za Michaiłem Gurewiczem, z m.in. Walerijem Niewierowem, Władimirem Potkinem, Janem Votavą i Jirim Stockiem)
- Varadero (2000, memoriał Jose Raula Capablanki, dz. III m. za Aleksandrem Wołżynem i Walterem Arencibią, z Alexandre Lesiege)
- Québecu (2001, II m. za Maksimem Turowem)
- Montrealu (2001, dz. II m. za Alexandre Lesiege, z Władimirem Kosyriewem i Eduardasem Rozentalisem)
- Selfoss (2003, turniej B, dz. I m. z Henrikiem Danielsenem)
- Ortigueirze (2005, I m.)
- Madrycie (2006, dz. I m. z Davidem Martinezem Martinem(inne języki) i Bogdanem Laliciem)
- Gausdal (2007, turniej B, dz. I m. ze Stefanem Brombergerem(inne języki)).

W latach 1998–2004 czterokrotnie reprezentował barwy swojego kraju na szachowych olimpiadach, natomiast w 1999 i 2001 roku – w drużynowych mistrzostwach Europy, za pierwszym razem zdobywając brązowy medal za indywidualny wynik na IV szachownicy. W 2001 wystąpił w Pradze w pokazowym meczu (symultanie) reprezentacji Czech z Garrim Kasparowem, będąc jedynym zawodnikiem, który wówczas pokonał byłego mistrza świata.
Najwyższy wynik rankingowy w dotychczasowej karierze osiągnął 1 lipca 2004; mając 2565 punktów, zajmował wówczas 4. miejsce wśród czeskich szachistów.